# Ophion similis
Ophion similis là một loài tò vò trong họ Ichneumonidae.